# Sono com movimento rápido dos olhos

Uma amostra de hipnograma (eletroencefalograma do sono) mostrando os ciclos do sono caracterizados pelo aumento do sono paradoxal (MRO)

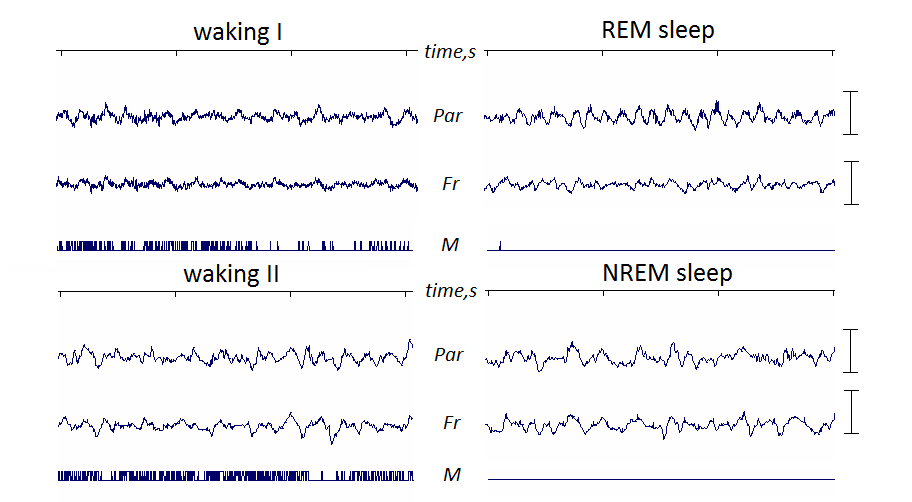
Eletroencefalograma de um camundongo que mostra o sono REM sendo caracterizado por ritmo teta proeminente

O sono com movimento rápido dos olhos, abreviado sono MRO ou sono REM (em inglês:  Rapid eye movement sleep) é uma fase única do sono em mamíferos e aves, caracterizada por movimentos rápidos aleatórios dos olhos, acompanhados por baixo tônus muscular em todo o corpo e pela propensão do dorminhoco a sonhar vividamente.
A fase REM também é conhecida como sono paradoxal (SP) e às vezes sono dessincronizado ou sono sonhador, devido a semelhanças fisiológicas com estados de vigília, incluindo ondas cerebrais dessincronizadas rápidas e de baixa voltagem. A atividade elétrica e química que regula esta fase parece ter origem no tronco cerebral e é caracterizada principalmente por uma abundância do neurotransmissor acetilcolina, combinada com uma ausência quase completa dos neurotransmissores monoamínicos histamina, serotonina e norepinefrina. As experiências do sono REM não são transferidas para a memória permanente devido à ausência de norepinefrina.
O sono REM é fisiologicamente diferente das outras fases do sono, que são coletivamente chamadas de sono sem movimento rápido dos olhos (sono não-REM, sono sincronizado). A ausência de estimulação visual e auditiva (privação sensorial) durante o sono REM pode causar alucinações. O sono REM e não REM se alternam em um ciclo de sono, que dura cerca de noventa minutos em humanos adultos. À medida que os ciclos de sono continuam, eles mudam para uma proporção maior de sono REM. A transição para o sono REM traz mudanças físicas marcantes, começando com rajadas elétricas chamadas "ondas ponto-genículo-occipitais" (ondas PGO) originadas no tronco cerebral. O sono REM ocorre quatro vezes em um sono de sete horas. Organismos no sono REM suspendem a homeostase central, permitindo grandes flutuações na respiração, termorregulação e circulação que não ocorrem em nenhum outro modo de dormir ou acordar. O corpo perde abruptamente o tônus muscular, um estado conhecido como atonia REM.
Em 1953, o professor Nathaniel Kleitman e seu aluno Eugene Aserinsky definiram o movimento rápido dos olhos e o vincularam aos sonhos. O sono REM foi descrito posteriormente por pesquisadores, incluindo William Dement e Michel Jouvet. Muitos experimentos envolveram o despertar de cobaias sempre que eles começaram a entrar na fase REM, produzindo assim um estado conhecido como privação de REM. Indivíduos autorizados a dormir normalmente costumam experimentar um rebote REM modesto. Técnicas de neurocirurgia, injeção química, eletroencefalografia, tomografia por emissão de positrões e relatos de sonhadores ao acordar, têm sido usados para estudar essa fase do sono.

## Movimento dos olhos
Os movimentos dos olhos associados a fase R.E.M. são gerados pelo núcleo geniculado lateral do tálamo no cérebro e associados a ondas occipitais. Quando o tônus muscular da pessoa diminui consideravelmente.